# 80e parallèle sud
Pour les articles homonymes, voir 80e parallèle.
En géographie, le 80e parallèle sud est le parallèle joignant les points de la surface de la Terre dont la latitude est égale à 80° sud.

## Géographie

### Dimensions
Dans le système géodésique WGS 84, au niveau de 80° de latitude sud, un degré de longitude équivaut à 19,393 km ; la longueur totale du parallèle est donc de 6 981 km, soit environ 17,5 % de celle de l'équateur. Il en est distant de 8 885 km et du pôle Sud de 1 117 km,.

### Régions traversées
Le 80e parallèle sud passe au-dessus de l'Antarctique sur plus des trois-quarts de sa longueur, le reste étant situé sur l'océan Austral.
Le tableau ci-dessous résume les différentes zones traversées par le parallèle, d'ouest en est :
| Zone                                       | Début                 | Fin                   | Longueur (km) |
| ------------------------------------------ | --------------------- | --------------------- | ------------- |
| Antarctique                                | 80° 00′ S, 29° 19′ O  | 80° 00′ S, 160° 47′ E | 3 687         |
| Océan Austral (barrière de Ross)           | 80° 00′ S, 160° 47′ E | 80° 00′ S, 149° 12′ O | 970           |
| Antarctique                                | 80° 00′ S, 149° 12′ O | 80° 00′ S, 79° 28′ O  | 1 352         |
| Océan Austral (barrière de Filchner-Ronne) | 80° 00′ S, 79° 28′ O  | 80° 00′ S, 51° 38′ O  | 539           |
| Île Berkner                                | 80° 00′ S, 51° 38′ O  | 80° 00′ S, 43° 47′ O  | 152           |
| Océan Austral (barrière de Filchner-Ronne) | 80° 00′ S, 43° 47′ O  | 80° 00′ S, 29° 19′ O  | 281           |